# Gare de Mauzens-Miremont
Gare de Mauzens-Miremont vasútállomás Franciaországban, Mauzens-et-Miremont településen.

## Vasútvonalak
Az állomást az alábbi vasútvonalak érintik:
- Niversac-Agen-vasútvonal

## Kapcsolódó állomások
A vasútállomáshoz az alábbi állomások vannak a legközelebb:
- Gare des Versannes
- Gare des Eyzies